# Ołeksandr Łysenko (polityk)
Ołeksandr Mykołajowycz Łysenko (ukr. Олександр Миколайович Лисенко, ur. 27 marca 1971 w Moskwie) – ukraiński polityk i samorządowiec, mer Sum w latach 2014–2024. Deputowany rady miejskiej Sum w latach 2010–2014. 2 października 2023 roku zatrzymany pod zarzutem przyjęcia łapówki w wysokości 2,1 mln hrywien, a następnie odwołany z pełnionej funkcji.

## Życiorys
Urodził się 27 marca 1971 roku w Moskwie w rodzinie wojskowej. W 1978 roku poszedł do pierwszej klasy w jednej ze szkół w Artiomowsku w obwodzie donieckim. Gdy był w siódmej klasie, jego rodzina przeprowadziła się do Sum, gdzie rozpoczął naukę w Liceum nr 1. Ukończył szkołę w 1988 roku i wstąpił do Donieckiej Wyższej Wojskowo-Politycznej Szkoły Inżynieryjno-Łącznościowej, którą ukończył w 1992 roku. Jednocześnie został na własną prośbę zwolniony z szeregów Sił Zbrojnych Ukrainy.
W latach 2006–2010 był dyrektorem przedsiębiorstwa „Sumitrans-S”. W 2011 roku ukończył studia na Uniwersytecie Państwowym w Sumach, uzyskując tytuł magistra zarządzania organizacją.
16 października 2018 roku rozkazem Dowódcy Wojsk Lądowych Sił Zbrojnych Ukrainy Łysenko otrzymał stopień wojskowy majora rezerwy.
W 2020 roku został przewodniczącym rady nadzorczej klubu piłkarskiego FK Sumy.

### Kariera polityczna
W 2006 roku został członkiem partii Batkiwszczyna. W latach 2007–2010 był pierwszym wiceprzewodniczącym struktur partii w rejonie zaricznym w Sumach. Podczas wyborów prezydenckich w 2010 roku był szefem sztabu wyborczego Julii Tymoszenko w rejonie zaricznym. W 2010 roku Łysenko został mianowany przewodniczącym miejskiej organizacji partyjnej, a w 2011 roku – obwodowej.
W 2010 roku został wybrany na radnego Rady Miejskiej Sum VI kadencji. W wyborach w 2012 roku kandydował na posła, ale nie zdobył mandatu. W latach 2012–2014 był asystentem posła Rady Najwyższej Ukrainy Ołeksandra Turczynowa. W 2013 roku Łysenko wszedł w skład rady politycznej Batkiwszczyny.
Podczas Euromajdanu aktywiści ogłosili Ołeksandra Łysenkę „ludowym merem” Sum. 27 lutego 2014 roku Łysenko został wybrany na sekretarza Rady Miejskiej Sum i pełniącego obowiązki mera Sum. 25 maja 2014 roku Łysenko został wybrany na stanowisko mera Sum zdobywając 41,2% głosów. Został ponownie wybrany na to stanowisko w następnym roku. Wówczas w drugiej turze uzyskał 68,5% głosów wobec 29,5% głosów dla Anatolija Epifanowa, byłego przewodniczącego Sumskiej Obwodowej Administracji Państwowej.
27 maja 2019 roku Zariczny Sąd Rejonowy uznał Łysenkę za winnego przyznania sobie premii, ale zwolnił go z odpowiedzialności z uwagi na upływ okresu odpowiedzialności administracyjnej. 25 października 2020 roku został ponownie wybrany na stanowisko mera Sum. W drugiej turze uzyskał 61% głosów pokonując Wadyma Akpierowa z Europejskiej Solidarności.
2 października 2023 roku we wspólnej akcji Służby Bezpieczeństwa Ukrainy i Narodowego Biura Antykorupcyjnego Ukrainy Łysenko został zatrzymany wraz z dyrektorem departamentu infrastruktury sumskiej rady miasta Ołeksandrem Żurbą pod zarzutem przyjęcia łapówki w wysokości 2,1 mln hrywien.
31 stycznia 2024 roku sumska rada miejska zdecydowała o pozbawieniu Łysenki funkcji mera. Pełniącym obowiązki mera został Artem Kobzar z partii Sługa Ludu.

## Rodzina
Żonaty z Ołeną Hryhoriwną Łysenko (ur. 1984), z którą ma córkę Darję (ur. 2006).

## Nagrody
- Order „Za odwagę” III klasy (6 marca 2022)[17]